# FileZilla (klient FTP)
FileZilla – klient FTP, rozpowszechniany na zasadach licencji GPL.

## Opis
FileZilla cechuje się łatwością obsługi i dostępnością w wielu wersjach językowych. Za jego pomocą bez problemu można pobierać pliki o wielkości ponad 4 GB, a także zatrzymywać i następnie kontynuować, uprzednio wstrzymane, pobieranie.
FileZilla dostępny jest dla systemów operacyjnych:
- Microsoft Windows,
- Linux,
- OS X.

Obsługuje następujące protokoły komunikacyjne:
- FTP
- SFTP
- FTPS

Współpracuje z IPv6 i serwerami pośredniczącymi (serwerami proxy).